# Görögország az 1936. évi téli olimpiai játékokon
Görögország a németországi Garmisch-Partenkirchenben megrendezett 1936. évi téli olimpiai játékok egyik részt vevő nemzete volt. Az országot az olimpián 2 sportágban 1 sportoló képviselte, aki érmet nem szerzett. Görögország először vett részt a téli olimpiai játékokon.

## Alpesisí
Férfi
| Versenyző               | Versenyszám | Lesiklás | Lesiklás | Lesiklás | Műlesiklás | Műlesiklás | Műlesiklás | Műlesiklás | Műlesiklás | Műlesiklás | Műlesiklás | Összesítés | Összesítés |
| Versenyző               | Versenyszám | Lesiklás | Lesiklás | Lesiklás | 1. futam   | 1. futam   | 2. futam   | 2. futam   | Össz.      | Össz.      | Össz.      | Összesítés | Összesítés |
| Versenyző               | Versenyszám | Idő      | Pont     | Hely.    | Idő        | Hely.      | Idő        | Hely.      | Idő        | Pont       | Hely.      | Pont       | Helyezés   |
| ----------------------- | ----------- | -------- | -------- | -------- | ---------- | ---------- | ---------- | ---------- | ---------- | ---------- | ---------- | ---------- | ---------- |
| Dimítriosz Negrepóndisz | Összetett   | 6:58,6   | 68,66    | 43.      | 2:15,3     | 46.        | kizárták   | kizárták   | kiesett    | kiesett    | kiesett    | kiesett    | kiesett    |

## Sífutás
| Versenyző               | Versenyszám | Eredmény      | Helyezés      |
| ----------------------- | ----------- | ------------- | ------------- |
| Dimítriosz Negrepóndisz | 18 km       | nem ért célba | nem ért célba |